# Politie Haaglanden

Regio Haaglanden

Politie Haaglanden was tot 1 januari 2013 een regiokorps van negen gemeenten: Den Haag, Wassenaar, Leidschendam-Voorburg, Rijswijk, Pijnacker-Nootdorp, Zoetermeer, Delft, Midden-Delfland en Westland. Bij de invoering van de Nationale Politie op 1 januari 2013 is politieregio Haaglanden samengevoegd met de politieregio Hollands Midden tot de Regionale Eenheid Den Haag, een van de tien regionale eenheden.

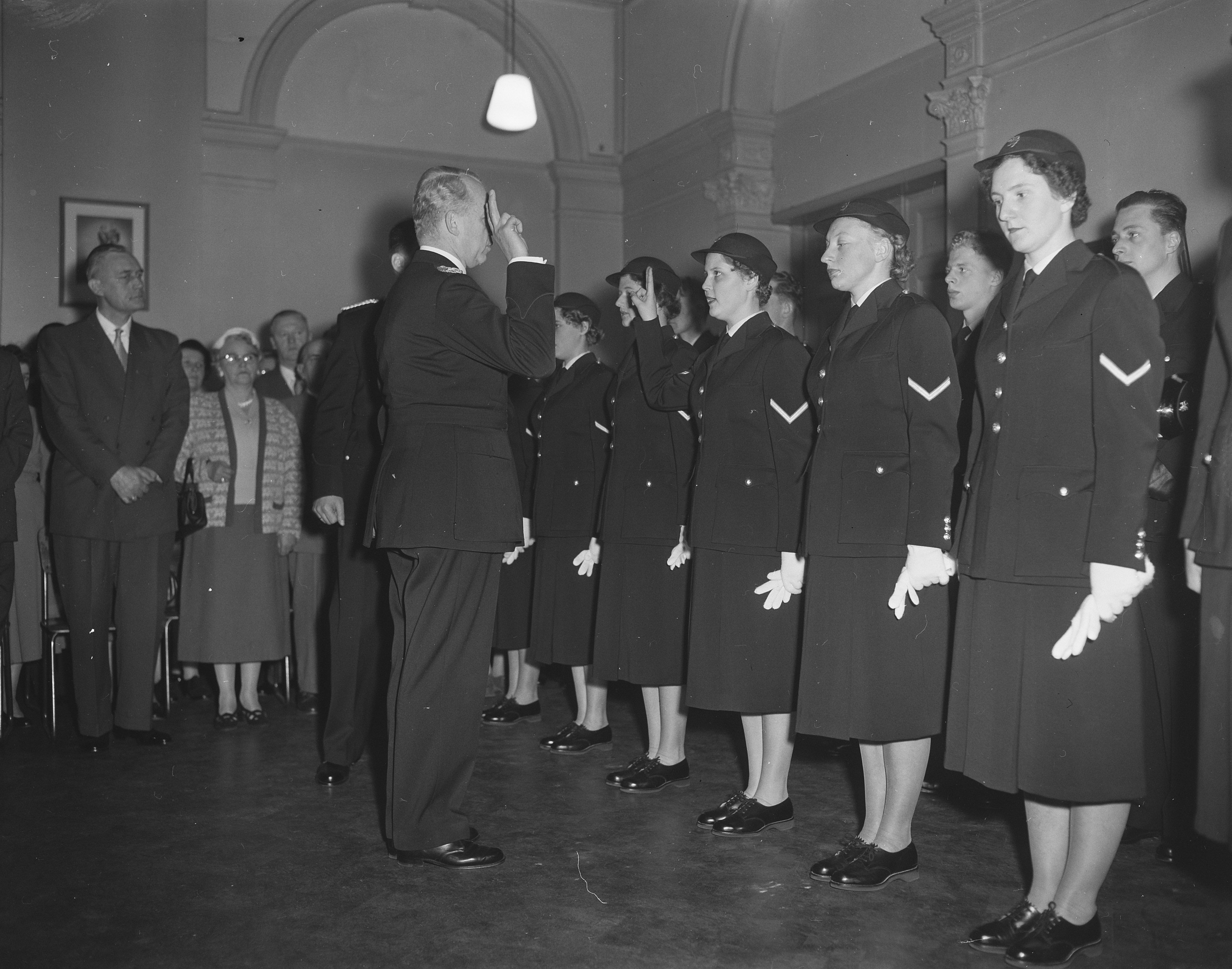
Beediging eerste vrouwelijke politie in Den Haag in 1957

In deze regio woonden ruim 1 miljoen personen. Op 9 januari 1957 werden de eerste zeven vrouwelijke agenten beëdigd. J.L. Brand was in 1991 de eerste korpschef van de Politie Haaglanden. 

## Demonstraties
In Den Haag zijn per jaar gemiddeld 350 demonstraties die door de politie worden begeleid, vooral demonstraties op het Binnenhof of voor het Vredespaleis.

## Huisvesting

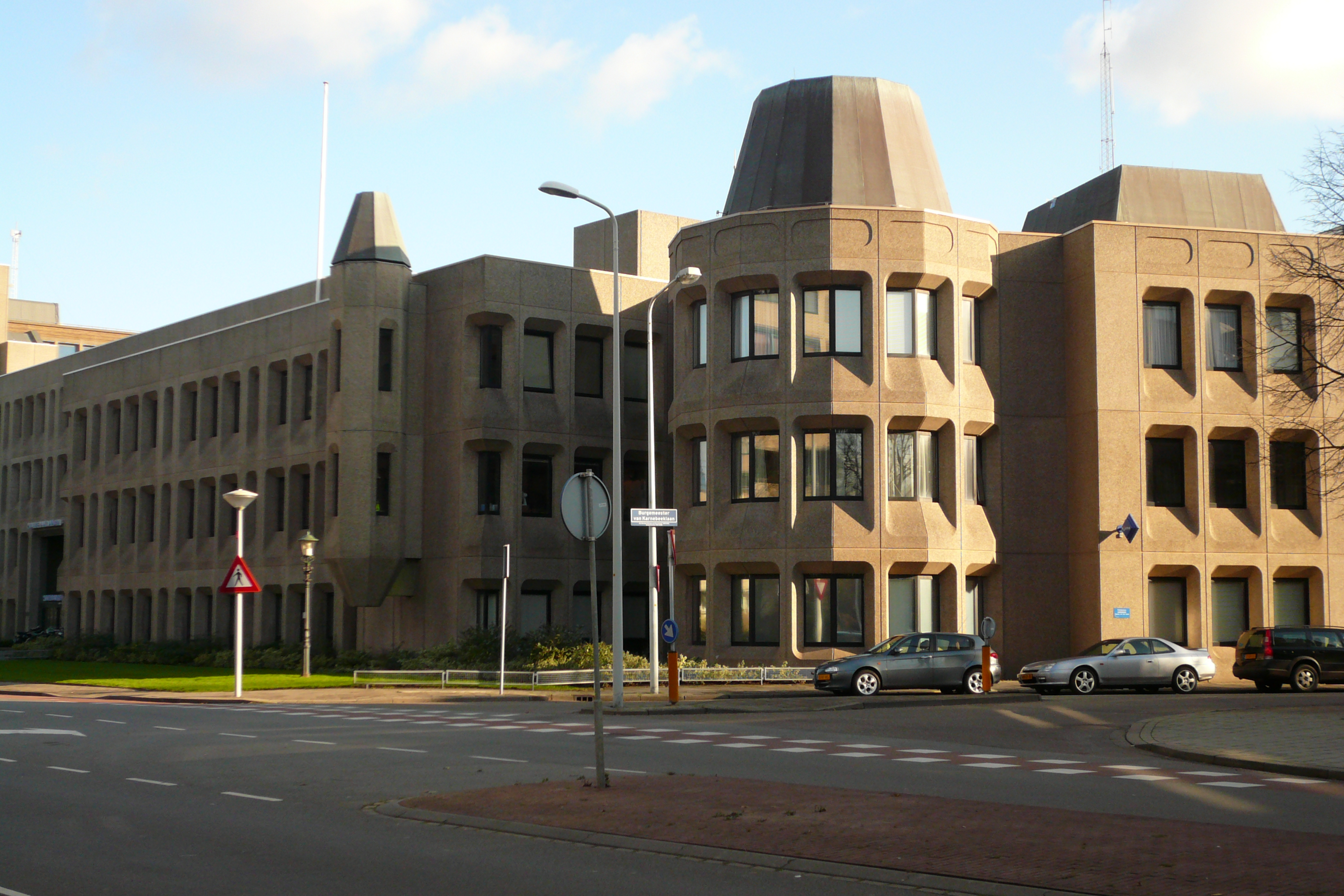
Hoofdbureau Politie Haaglanden, uitbreiding

In enkele panden aan de Burgemeester Patijnlaan en de Burgemeester van Karnebeeklaan was na de Tweede Wereldoorlog het hoofdkantoor van de Haagse politie gevestigd. In 1948 werd besloten over te gaan tot het ontwerpen van een nieuw Hoofdbureau van Politie. 

## Trivia
- De burgemeester van Den Haag is de korpsbeheerder.
- Als kustplaats beschikt de politie over 4 boten en 4 strandvoertuigen.
- Ieder woensdagavond wordt op RTV West, in het programma 'Team West', aandacht gevraagd van de kijkers voor onopgeloste zaken. Dit programma wordt gemaakt in samenwerking met het regiokorps Politie Hollands-Midden.